# Selamanik
Selamanik is een bestuurslaag in het regentschap Ciamis van de provincie West-Java, Indonesië. Selamanik telt 5499 inwoners (volkstelling 2010).